# Chomelia ecuadorensis
Chomelia ecuadorensis är en måreväxtart som först beskrevs av Karl Moritz Schumann och Kurt Krause, och fick sitt nu gällande namn av Julian Alfred Steyermark. Chomelia ecuadorensis ingår i släktet Chomelia och familjen måreväxter. Inga underarter finns listade i Catalogue of Life.